# Manfred Mertel
Manfred Mertel (* 25. August 1954 in Klagenfurt am Wörthersee) ist ein ehemaliger österreichischer Fußballspieler und jetziger -trainer und -funktionär und Politiker der Sozialdemokratischen Partei Österreichs (SPÖ). Seit dem 13. April 2023 ist er vom Kärntner Landtag entsandtes Mitglied des Bundesrates.

## Spielerkarriere
Mertel begann in seiner Heimatstadt Klagenfurt beim unterklassigen ASK. Weitere Stationen seiner Karriere waren der Grazer AK (1974–1979 – dabei 1974/75 als Leihspieler), SK VOEST Linz (1979–1981, 1982–1983, 1984–1985), SV Austria Salzburg (1981–1982) und der damals in die 1. Division aufgestiegene SV Sankt Veit (1983–1984), wo er mit Leihvertrag ab 30. August 1983 (Quelle: „Kärntner Tageszeitung“ vom 31. August 1983) bis zur Winterübertrittszeit 1984/85 spielte. Danach war er nochmals bis Saisonende, also Juni 1985, bei VÖEST Linz tätig. Ab Sommer 1985 spielte er für den wieder in die 2. Division aufgestiegenen SK VOEST Linz. Dort wurde er, nach der Beurlaubung von Trainer Tomica Delic, per 22. April 1986 mit der Betreuung der Mannschaft bis Saisonende beauftragt, konnte aber den Abstieg in die Kärntner Liga nicht verhindern. Damit endete auch seine Spielerkarriere. Mertel spielte auch über viele Jahre in der Bundesland-Auswahl von Kärnten.

## Trainerkarriere
Nach Ende seiner aktiven Karriere beim SK VOEST Linz zum Saisonende 1985/86 wurde er, allerdings nur für sehr kurze Zeit, und zwar bis zum 16. August, Trainer beim SV Spittal/Drau, dem folgte ab Jänner 1987 ein halbjähriges Engagement beim SV Sankt Veit. Im Juli 1992 stieg Mertel wieder ins Trainergeschäft ein und war bis 30. Juni 1996 beim SV Feldkirchen, mit dem er 1994/95 den Aufstieg von der Kärntner Liga in die seit einem Jahr bestehende Regionalliga Mitte schaffte. Von 1993 bis Februar 1999 war er (teilweise mit der Tätigkeit beim SV Feldkirchen überlappend) auch Trainer der Amateur-Auswahl des Bundeslandes Kärnten. Von 1997 weg war er Trainer der Fußballakademie AKA Kärnten und holte im letzten Jahr seiner dortigen Anstellung mit der U17-Mannschaft, also zum Saisonende 2004/05, den überraschenden Titel. In der Saison 2005/06 übernahm er das Traineramt des FC Kärnten bis 31. Mai 2006. Ab 1. Jänner 2007 war er beim FC KAC 1909 engagiert, zunächst im Nachwuchsbereich. Von Juni 2008 bis Juni 2009 versah er die Trainerstelle. Seit Jänner 2013 war er Trainer beim ASK Klagenfurt. Dort gelang ihm in der Saison 2015/2016 der Meistertitel und somit der Aufstieg in die Unterliga Ost. Im Februar 2019 übernahm er das Amt des Sektionsleiters beim schon weiter oben genannten FC KAC.

## Funktionärstätigkeit
In den Jahren 1988 und 1989 war Mertel nochmals im Sportmanagement des SK VOEST Linz tätig und war beim Aufbau einer Sport- und Kulturgemeinschaft Linz behilflich. Ab 1990 wurde er Geschäftsführer des SK Austria Klagenfurt, wobei er in seiner halbjährigen Tätigkeit bis 30. Juni 1990 den Verein sanierte. Am 7. Mai 1997 wurde er zum Obmann von SK Austria Klagenfurt gewählt, dieses Amt bekleidete er bis 30. Juni 2000. Er war allerdings, entgegen diversen Meldungen, nie Vorstandsmitglied bei diesem Klub, der nun auf SK Austria Kärnten umbenannt worden war. Dies war ein Wunsch des damaligen Vereinspräsidenten Mario Canori, doch war es mit seinem Amt als Sportstadtrat in Klagenfurt nicht vereinbar. Aktuell (ab Anfang April 2016) ist Mertel beim Kärntner Fußballverband Vorsitzender des Trainer- und Kursreferats.

## Sonstiges
Mertel studierte Rechtswissenschaften an der Universität Graz. In Verbindung mit seiner Spielertätigkeit beim SK VOEST Linz war er beruflich im VÖEST-Konzern im Abteilungs-Management tätig, ehe er ab 1983 in das Amt der Kärntner Landesregierung wechselte, wo er aktuell als führender Beamter im Referat „Gemeindeaufsicht“ seinen Dienst versieht. Außerdem ist Mertel für die SPÖ im Gemeinderat der Landeshauptstadt Klagenfurt vertreten, wo er die Agenden „Finanzausschuss sowie Wirtschaft und Tourismus“ über hat. Von 2009 bis 2011 war er Sportstadtrat.
Nach der Landtagswahl in Kärnten 2023 wurde er mit 13. April 2023 vom Kärntner Landtag in den Bundesrat entsandt.
Er ist seit 1984 verheiratet und ist Vater zweier Söhne.